# 首都国际机场 (埃及)
首都国际机场（阿拉伯语：مطار العاصمة الدولي）是埃及的一座尚未正式命名的国际机场，服务包括新行政首都在内的开罗以东区域。首都国际机场是新行政首都计划的重要设施，与位于开罗西侧的斯芬克斯国际机场同时兴建、同时揭幕，均起到疏解现有开罗国际机场客流压力的作用。

## 建设
2018年8月2日，埃及航空部长尤尼斯·马斯里表示将在新行政首都建设一个比开罗国际机场更大的新机场，该机场将连接埃及的大多数省份。机场的主要工程承包商为哈桑·阿拉姆控股公司，由埃及武装力量所有。
2019年7月，首都国际机场开始为期一个月的试运行。
2020年6月29日，埃及总统阿卜杜勒-法塔赫·塞西通过视频会议形式同时为首都国际机场、斯芬克斯国际机场揭幕。

## 设施
机场位于开罗以东44英里（71），新行政首都东北侧，开罗至苏伊士公路南侧、大开罗二环路东侧，占地面积16平方（6.2平方英里）。航站楼面积为5,000平方（54,000平方英尺），底层面积为3,500平方（38,000平方英尺），每小时可容纳300名乘客，接待能力可达100万人次每年，未来还可以进行拓展。机场拥有8个停机位、42座服务与行政设施、1个塔台和1条长3,650（11,980英尺）的跑道，停车场可停放400辆汽车，还有一座可容纳550名信徒的清真寺。
斋月十日城铁路从首都国际机场西侧经过，可连接机场与新行政首都、开罗国际机场和开罗周边多个卫星城。